# Verrallina pipkini
Verrallina pipkini är en tvåvingeart som beskrevs av Richard Mitchell Bohart 1956. Verrallina pipkini ingår i släktet Verrallina och familjen stickmyggor. Inga underarter finns listade i Catalogue of Life.